# Limeuil
Limeuil é uma comuna francesa na região administrativa da Nova Aquitânia, no departamento Dordonha. Estende-se por uma área de 10,47 km². Em 2010 a comuna tinha 341 habitantes (densidade: 32,6 hab./km²).
Pertence à rede das As mais belas aldeias de França.